# Bundestagswahlkreis Lüdenscheid
Der Bundestagswahlkreis Lüdenscheid war von 1949 bis 1980 ein Wahlkreis in Nordrhein-Westfalen. Er umfasste den Kreis Lüdenscheid, der 1969 aus dem Kreis Altena und der kreisfreien Stadt Lüdenscheid gebildet worden war. Der Wahlkreis, der bis 1969 Altena – Lüdenscheid hieß, ging 1980 fast vollständig im Wahlkreis Märkischer Kreis II auf. Der letzte direkt gewählte Wahlkreisabgeordnete war Günter Topmann (SPD).

## Wahlkreissieger
| Wahl | Name                    | Partei | Erststimmen |
| ---- | ----------------------- | ------ | ----------- |
| 1976 | Günter Topmann          | SPD    | 65,4 %      |
| 1972 | Friedhelm Halfmeier     | SPD    | 54,9 %      |
| 1969 | Friedhelm Halfmeier     | SPD    | 49,2 %      |
| 1965 | Erwin Welke             | SPD    | 46,2 %      |
| 1961 | Erwin Welke             | SPD    | 43,3 %      |
| 1957 | Peterheinrich Kirchhoff | CDU    | 46,1 %      |
| 1953 | Peterheinrich Kirchhoff | CDU    | 42,1 %      |
| 1949 | Erwin Welke             | SPD    | 36,9 % *    |

## Wahlkreisgeschichte
| Wahl      | Wahlkreisname            | Gebiet                          |
| --------- | ------------------------ | ------------------------------- |
| 1949      | 65 Altena – Lüdenscheid  | Kreis Altena, Stadt Lüdenscheid |
| 1953–1969 | 124 Altena – Lüdenscheid | Kreis Altena, Stadt Lüdenscheid |
| 1972–1976 | 124 Lüdenscheid          | Kreis Lüdenscheid               |